# Susan Sontag
Susan Sontag (ur. 16 stycznia 1933 w Nowym Jorku, zm. 28 grudnia 2004 tamże) – amerykańska pisarka, eseistka, krytyczka społeczna i aktywistka praw człowieka. Jej książki przetłumaczono na ponad 30 języków.

## Życiorys
Urodziła się jako Susan Rosenblatt w nowojorskiej rodzinie żydowskiej (jej ojciec miał polskie korzenie). Nazwisko Sontag przejęła po ojczymie Nathanie.
W latach 1987–1989 była prezeską amerykańskiego PEN Clubu. W 1982 na wiecu na Manhattanie popierającym Solidarność określiła europejski komunizm jako „faszyzm z ludzką twarzą”. Latem 1993 wystawiła Czekając na Godota w oblężonym Sarajewie; w tym samym roku otrzymała honorowe obywatelstwo miasta. Jej powieść The Volcano Lover (pol. Miłośnik wulkanów) stała się bestsellerem w USA w 1992 roku. W roku 2000 opublikowała powieść In America (pol. W Ameryce), której główną bohaterką jest aktorka Maryna Załężowska. Pierwowzorem tej postaci była Helena Modrzejewska. Książka zdobyła National Book Award dla najlepszej powieści historycznej. Sontag pracowała także jako scenarzystka i reżyserka filmowa.
Sontag była osobą biseksualną. W wieku 17 lat poślubiła Philippa Rieffa. Owocem związku był syn David Rieff. Po 8 latach ich związek zakończył się rozwodem. Była związana m.in. z Harriet Sohmers, Lucindą Childs, Marią Irene Fornés, Nicole Stéphane Rothschild, Annie Leibovitz (z którą była do swojej śmierci). Zmarła na białaczkę w Nowym Jorku. Pochowana została na paryskim cmentarzu Montparnasse.

## Nagrody
- 1978: National Book Critics Circle Award za On Photography
- 1990–1995: MacArthur Foundation genius grant
- 1992: Malaparte Prize (Włochy)
- 1999: Commandeur de l’Ordre des Arts et des Lettres (Francja)
- 2000: National Book Award za In America
- 2001: Nagroda Jerozolimska (ang. Jerusalem Prize)
- 2003: Prince of Asturias Prize,
- 2003: Nagroda Pokojowa Księgarzy Niemieckich (niem. 54. Friedenspreis des deutschen Buchhandels)

## Twórczość

### Powieści
- The Benefactor (1963) ISBN 0-385-26710-X
- Death Kit (1967, wyd. pol. Zestaw do śmierci, 1989)
- The Volcano Lover (1992, wyd. pol. Miłośnik wulkanów, 1997) ISBN 1-55800-818-7
- In America (2000, wyd. pol. W Ameryce, 2003) ISBN 1-56895-898-6
- I, etcetera (1978, zbiór opowiadań) ISBN 0-374-17402-4
- The Way We Live Now (1991)

### Eseje
- Notes on Camp (1964, wyd. pol. Notatki o kampie, w: Literaturze na Świecie nr 9/1979)
- Against Interpretation (1966, wyd. pol. Przeciw interpretacji, w: Literaturze na Świecie nr 9/1979) ISBN 0-385-26708-8
- Styles of Radical Will (1969, wyd. pol. Style radykalnej woli, 2018) ISBN 0-312-42021-8
- On Photography (1977, wyd. pol. O fotografii, 1986) ISBN 0-374-22626-1
- Under the Sign of Saturn (1975, wyd. pol. Pod znakiem Saturna, 2014) ISBN 0-374-28076-2
- Choroba jako metafora (1978) ISBN 0-394-72844-0
- AIDS and Its Metaphors (1988; kontynuacja Illness; wyd. pol. razem z poprzednią pozycją jako Choroba jako metafora. AIDS i jego metafory) ISBN 0-374-10257-0
- Where the Stress Falls (2001) ISBN 0-374-28917-4
- Regarding the Pain of Others (2003, wyd. pol. jako Widok cudzego cierpienia) ISBN 0-374-24858-3
- Regarding the Torture of Others (23 maja 2004), The New York Times Magazine (poświęcony torturom w Abu Ghraib)

Eseje i opowiadania publikowane były m.in. w The New Yorker, The New York Review of Books, The Times Literary Supplement, Art in America, Antaeus, Parnassus, The Threepenny Review, The Nation, Granta.

### Sztuki teatralne
- Alice in Bed
- Lady from the Sea

### Filmy[4]
- Duett för kannibaler (Duet for Cannibals), 1969
- Bröder Carl (Brother Carl), dramat produkcji szwedzkiej, 1971
- Promised Lands, film dokumentalny, Francja, 1974
- Unguided Tour, 1983
- Sarah, 1988, film dokumentalny poświęcony Sarah Bernhardt, narracja[5]

W 2008 jej nowela miała posłużyć za kanwę scenariusza filmu Jerzego Skolimowskiego pt. America, jednak – w wyniku problemów z dopięciem budżetu filmu – nigdy nie powstał. Ponadto Sontag jako ona sama pojawiła się w filmach Sarah, Mauvaise conduite, Zelig, Town Bloody Hall, Screen Test #1, Screen Test #3, Screen Test #4, Campus, le magazine de l'écrit i Galaxie.